# 렐리도르프
렐리도르프(네덜란드어: Lelydorp)는 수리남의 도시이다.인구는 15,576명이다.